# 生活型
生活型 (life-form) 是在植物形態學、分類學、生態學等對植物之外形之分類，一般常見的有木本植物 (喬木、灌木、藤本)、草本植物，亦有陸生植物、附生植物、水生植物、濕生植物等。丹麥植物學家克里斯登·勞恩凱爾 (Christen C. Raunkiær （页面存档备份，存于）)曾系統性地予以分類，許多名詞普遍被採用。

## 定義
生物學上的定義通常指依照植物成熟個體的總體形態，並參酌生長週期等特性對植物所進行的分類，此分類出的型式稱為生活型。但在廣義的應用上則泛指生物，即各種具有生命之個體的形式。

### 廣義的生活型
任何生命的型式，經常包括假想的、傳說的生物，例如龍、外星生物等。

### 生物學上的生活型
有些生物學家會把生活型專指植物，而把類似概念對動物的分群稱為同功群 (guild)。對植物而言，結合植物的外形及生長動力學 (growth dynamics，或指休眠芽所在的枝條生長期間、生長情形等)，常予以非正式的分類 (相對於勞恩凱爾的正式且嚴謹的分類)，如木本植物、草本植物、一年生草本、禾本類 (grass)、非禾本之草類 (forbs)。這些植物的外形特徵，常結合其他的特性作為分類依據：生長期間 (duration)、質地、分枝型式、發育等。
在生態學的應用上，把生物依其生活型或同功型分類，可以幫助生物學家瞭解一個生物社會中類似的族群與環境的關係，尤其此生物社會中不同族群的相關性的研究。
在植物分類學及形態學上，植物的外形 (plant habit)，其意義略同於生活型，僅藉以描述植物之外形特徵，如草本植物、木本植物、草質藤本、木質藤本、地下芽植物 (geophyte)等。

## 勞恩凱爾的生活型列表
1904年，勞恩凱爾首先以植物休眠芽的位置為植物作生活型分類，雖然後來學者不斷的修訂，但其分類架構大致如下：
1. 高位芽植物
2. 地上芽植物
3. 地面芽植物
4. 隱芽植物
5. 一年生植物
6. 氣生植物
7. 附生植物

## 常見生活型列表
除了上述以勞恩凱爾所提出的生活型種類，還有下列名詞 (選錄)，但常常為非精確的術語，且多是指其特殊生育地所造成的特殊形相 (或形態，habit)：
- 陆生植物
- 旱生植物 (xerophyte)
- 湿生植物 (hygrophyte)
- 两栖植物 (amphiphyte)
- 腐生植物
- 寄生植物
- 藤本植物 (vine)，若其植株枝條為木質又稱為木質藤本 (liane)。
- 石生植物 (lithophyte)
- 沙生植物 (psammophyte)
- 盐生植物 (halophyte)
- 短命植物 (ephemeral plant)